# Tomáš III. ze Saluzza
Tomáš III. ze Saluzza (1356 – 1416) byl od roku 1396 markrabětem ze Saluzza.
Narodil se v Saluzzo v severozápadní Itálii jako syn Fridricha II. ze Saluzza a Beatrix Ženevské.
Snažil se pokračovat ve pro-francouzské politice svého otce, především proto, aby čelil hrozbě vévody Amadea VIII. Savojského, který se snažil dobýt celý Piemont. Ve skutečnosti smlouva, která uvádí nominální rezignaci Francii, byla podepsána Tomášem ještě před smrtí jeho otce.
Vasalství Francii bylo také důsledkem Tomášova vzdělání, který žil po většinu svého mládí v Provence a v roce 1375, 1389, 1401, 1403 a 1405 tam cestoval. Oženil se s Francouzskou Markétou z Roussy.
V roce 1394 byl zajat savojským vojskem, když vedl drancování v Monasterolu. Nejdříve byl držen v Saviglianu, poté v Turíně, osvobozen byl po dvou letech po vyplacení 20 000 zlatých florinů.

## Kultura
Tomáš byl autorem jednoho z nejvýznamnějších rytířských textů středověku, Le Chevalier Errant, psaného pravděpodobně během jeho uvěznění v Piemontu. Text, psaný ve francouzštině, je alegorií rytířských ideálů. Inspirovalo to slavné fresky v Castello della Manta.

## Manželství a potomci
Oženil se s Markétou z Pierrepontu, dcerou Huga II. z Roncy a Braine. Měli spolu pět dětí:
- Karel Giovanni ze Saluzza
- Giovanna ze Saluzza
- Ludvík I. ze Saluzza
- Beatrix ze Saluzza, jeptiška
- Ricciarda ze Saluzza

Se svou milenkou Olmetou de Soglio měl také tři nemanželské děti:
- Valerano ze Saluzza
- Lanzarotto ze Saluzza
- Giovanna ze Saluzza, abatyše